# هریایس
هریایس (به انگلیسی: Herreys) گروه موسیقی سوئدی است.

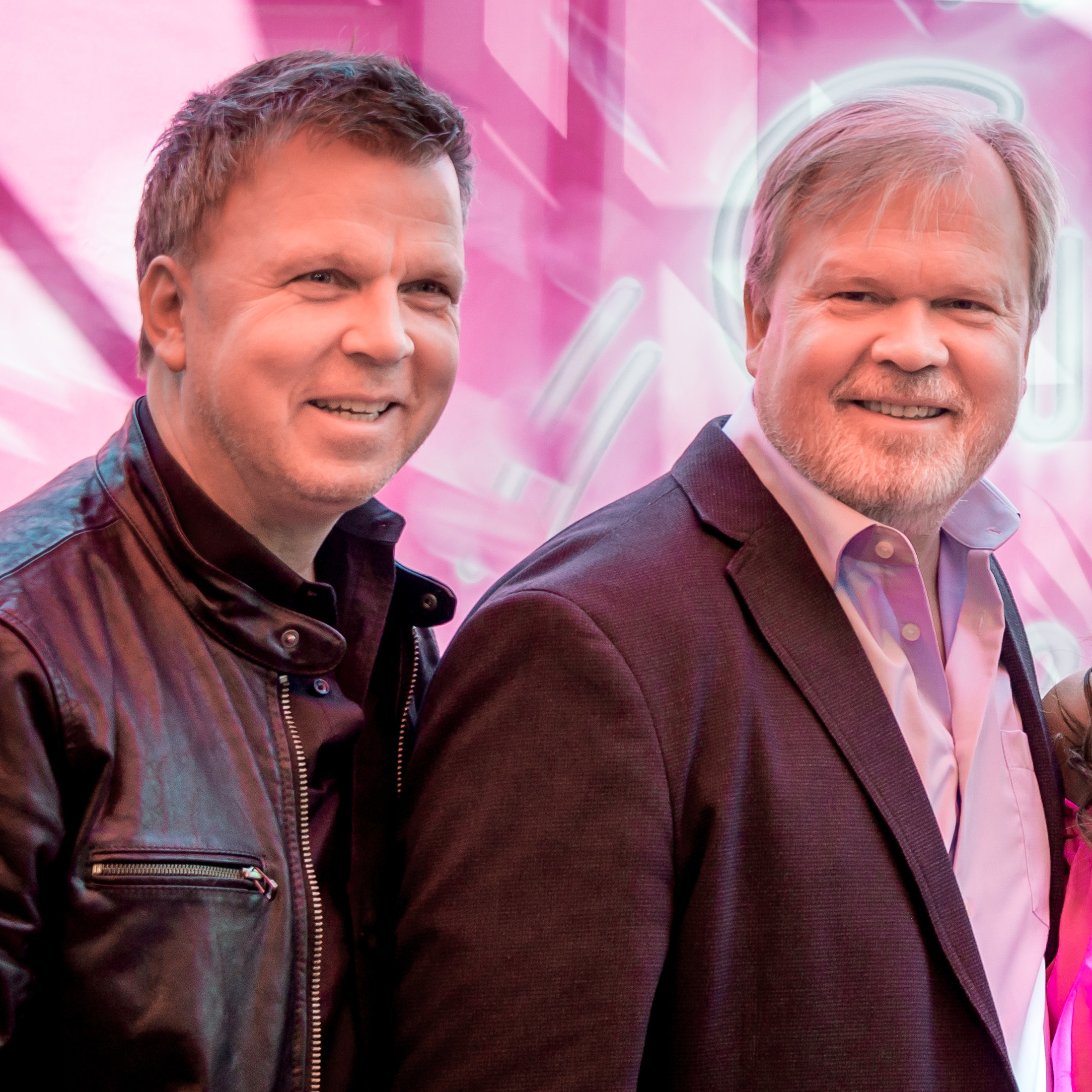
Richard & Per 2016

آن ها در سال ۱۹۸۴ به نمایندگی از سوئد در مسابقه یوروویژن شرکت کردند و برنده این مسابقه شدند.